# Steve Missillier
Steve Missillier, född 12 december 1984 i Annecy, Frankrike, är en fransk alpin skidåkare. Han gjorde sin första världscupstart 2004 men började tävla mer regelbundet i världscupen 2006. Hans bästa resultat i världscupen är en tredjeplats från slalomtävlingen i Val d'Isère i december 2010. Han deltog i Olympiska vinterspelen 2010. Han vann silver i storslalom vid olympiska vinterspelen 2014.